# Otto von Woringen
Otto von Woringen (* 1. Juli 1760 in Elberfeld; † 6. Dezember 1838 in Düsseldorf) war ein deutscher Jurist und Sänger.

## Leben

### Familie
Otto von Woringen war der Sohn des kurpfälzisch-bayerischen Hofkammerrats und Gerichtsschreibers des Amtes Elberfeld Bernhard Jakob Anton von Woringen (* 3. Juli 1720 in Elberfeld; † 29. Dezember 1776 ebenda) und dessen zweiter Ehefrau Magdalene Wilhelmine (* 24. Januar 1736 in Lennep; † 6. November 1783 in Elberfeld), eine Tochter von Johann Kaspar Christoph Wülffing (1693–1756), jülich-bergischer Hofkammerrat in Lüttringhausen.
Er war verheiratet mit Anna (geb. Reigers; * 1769; † 4. November 1828); gemeinsam hatten sie mehrere Kinder, zu diesen gehörte auch der spätere Hochschullehrer Franz von Woringen, der mit der Malerin Angelika (geb. Schleiden) verheiratet war.

### Werdegang
Otto von Woringen immatrikulierte sich am 11. Januar 1785 an der Universität Würzburg zu einem Studium der Rechtswissenschaften, das er am 11. Juni 1785 der Universität Heidelberg fortsetzte.
Am 20. September 1787 wurde er zum Jülich- und Bergischen Kanzleiadvokaten ernannt und war darauf seit 1794 als Rat und Mitglied des Requisitions-Departments tätig. 1797 erhielt er die Stelle des Landrichters im Amt Brüggen, bevor er 1798 zum Friedensrichter des Kantons Horst im ehemaligen Herzogtum Geldern ernannt wurde.
Nachdem 1800 das Roer-Departments mit Frankreich vereinigt worden war, bot ihm das französische Gouvernement eine Stelle als Tribunalrichter in Kleve an, die er jedoch ablehnte und darauf in die Advokatur in Düsseldorf eintrat.
1802 wurde er Mitglied des Schulrats im Herzogtum Berg und war, bis zu deren Auflösung 1809, für die Organisation der Erziehungs- und Bildungsanstalten im Herzogtum zuständig.
Er wurde 1811 zum Rat beim Düsseldorfer Appellationsgerichtshof ernannt und war auch erster Richter beim Spezial-Zoll-Tribunal. Nach der neuen Organisation der Justiz-Verfassung der Rheinprovinz wurde ihm die Stelle des stellvertretenden Präsidenten beim Kreisgericht Düsseldorf übertragen, bis er 1814 Präsident und 1820 Landgerichtspräsident wurde; in dieser Funktion blieb er bis 1825, danach war er Mitglied der Appellationskammer, die dem Appellationsgerichtshof Köln unterstellt war.
Am 5. November 1836 wurde er zum Geheimen Justizrat befördert und feierte am 20. September 1837 sein fünfzigjähriges Dienstjubiläum.

### Musikalisches Wirken
Otto von Woringen pflegte mit seiner Familie eine freundschaftliche Beziehung zum Musikdirektor Felix Mendelssohn Bartholdy.
Zwischen 1818 und 1836 trat er vierzehnmal als Tenor-Solist auf Musikfesten auf und war Mitbegründer des Niederrheinischen Musikfestes, das aus einer Musikveranstaltung, die Johannes Schornstein am 1. November 1817 in Elberfeld veranstaltete, entsprang; 1833 war er im Festkomitee des Niederrheinisches Musikfestes.

## Mitgliedschaften
Otto von Woringen war neben Maximilian August von Scharfenstein genannt von Pfeil und Joseph Mathis, dem Generalsekretär des bergischen Finanzministers, Meister vom Stuhl (Vénérable) der Freimaurerloge „St. Joachim“ in Düsseldorf, die 1813 87 Mitglieder zählte, darunter Adelige, Militärs, Mediziner und Kaufleute aus dem gesamten Großherzogtum Berg.
Außerdem gehörte er dem 1818 gegründeten Düsseldorfer Verein für Tonkunst (heute Städtischer Musikverein zu Düsseldorf) an und war zeitweise deren Präsident. Er war auch Mitglied des Vorstandes der Musikakademie und Concert-Gesellschaft in Köln und maßgeblich an der Organisation der Niederrheinischen Musikfeste beteiligt.